# 2-3 Straßen

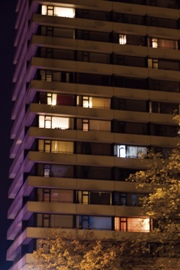
Haus am Hans-Böckler-Platz, Mülheim

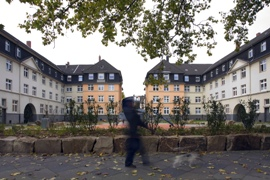
Die Oesterholzstraße, Dortmund.

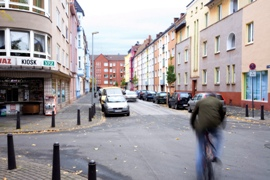
Die Sankt-Johann-Straße, Duisburg.

2–3 Straßen. Eine Ausstellung in Städten des Ruhrgebiets von Jochen Gerz war ein Teil des Projekts RUHR.2010, welches das Ruhrgebiet als Europäische Kulturhauptstadt repräsentierte. Ausgewählte Teilnehmer aus mehreren Ländern, denen mietfreie Wohnungen zur Verfügung gestellt wurden, schrieben als Autoren an einem gemeinsamen Text. Ziel der Arbeit war die Veränderung der Straßen. Insgesamt sind 887 Menschen Autoren geworden, und ihre Arbeit hat vielfältige Spuren in den Straßen hinterlassen.

## Ausstellung
Jochen Gerz’ Konzept entstand 2006 im Auftrag des NRW-Kultursekretariats. Danach sollten drei ganz normale Straßen mit Leerstand in drei Städten des Ruhrgebiets ein Jahr lang zur Kunst und zur Ausstellung werden. 78 Kreative waren eingeladen, ein Jahr lang mietfrei in der Ausstellung zu wohnen und einen gemeinsamen Text zu schreiben, der nach Ablauf des Jahres in Buchform veröffentlicht würde. Da sich grundsätzlich jeder an diesem kreativen Prozess beteiligen konnte, war die Tendenz des Werks ebenso wenig vorauszusagen wie die Entwicklung sozialer Beziehungen und Veränderungen in den Straßen: „Wir schreiben… und am Ende wird meine Straße nicht mehr die gleiche sein.“
Als Ausstellung sollte die Realität – der Alltag in den Straßen – zum Gegenstand ästhetischer Erfahrung werden. Das Publikum der Kulturhauptstadt und die Bewohner der Region praktizieren in Anlehnung an Bazon Brocks Besucherschulen seit der documenta 4 (1968) die Besucherschule in 2–3 Straßen. Soziologen, Kulturwissenschaftler und Urbanisten betreiben wissenschaftliche Studien, und die mediale Berichterstattung wirft ein zusätzliches Licht auf die sonst eher marginalisierten Quartiere. Im Gegenzug entstehen vor Ort neue Öffentlichkeiten, in denen sich die Straße ein Bild von sich selbst macht. Das Projekt war als ein in der Kunstlandschaft einzigartiger sozialer Prozess angelegt, der nicht nur auf die Veränderung der Straßen zielt, sondern auch auf die der Kunst. Es setzt die Kreativität und Autorschaft der ganzen Gesellschaft als Grundbedingung zeitgenössischer Kultur voraus.

## Ablauf
Zwei Jahre nach der Entstehung des künstlerischen Konzepts wurde in drei der ursprünglich fünf interessierten Ruhrgebietsstädte – Duisburg, Mülheim an der Ruhr und Dortmund – die Ausstellung realisiert. In jeweils einer Straße wurden leerstehende Objekte saniert und ein Jahr lang mietfrei zur Verfügung gestellt. Die Straßen waren typisch für westdeutsche Nachkriegsstädte und beinhalteten keine nennenswerten Besonderheiten. Das einzige Auswahlkriterium war, dass sie in einem Viertel liegen, das „erneuert, verändert wird oder das neu entsteht, renoviert, rehabilitiert oder umgewidmet wird.“
An der Finanzierung beteiligten sich die Kulturhauptstadt, das Ministerium für Bau und Verkehr, das Ministerium für Wirtschaft, Mittelstand und Energie sowie die örtlichen Wohnbaugesellschaften. Die Profile der Quartiere waren in jeder Stadt verschieden. In Mülheim wurden 13 Wohnungen von der 3. bis 20. Etage eines sanierten Hochhauses am Bahnhof (Hans-Böckler-Platz 7/9) Teil der Ausstellung, in Duisburg-Hochfeld, einem alten Arbeiterviertel, 20 Wohnungen in der Saarbrücker Straße/Sankt-Johann-Straße, und in der Dortmunder Nordstadt 24 Wohnungen unweit des Borsigplatzes, im Karree zwischen Schlosser- und Oesterholzstraße.
Auf die Anzeige zur Einladung der Teilnehmer („Grundgehalt: ein Jahr mietfrei wohnen“), die Ende 2008 in Immobilien-Portalen, Tageszeitungen und Kulturmagazinen geschaltet wurde, meldeten sich 1457 Interessenten. Es folgte ein einjähriger E-Mail-Austausch mit den Kandidaten, der eine frühzeitige Auseinandersetzung mit dem Projekt ermöglichte. Teilnahmekriterium war die Motivation, ein Jahr lang die eigene, fremde Umwelt zu gestalten und regelmäßig am gemeinsamen Text zu schreiben. Aus den Bewerbungen aus 30 Ländern (und vier Kontinenten) wurden schließlich 78 Teilnehmer ausgewählt. Ihre Zahl ergab sich aus der Anzahl der von den Städten bereitgestellten Wohnungen.
Der Bezug begann im Herbst 2009, die künstlerische Arbeit am 1. Januar 2010. Vor Ort und in einem Koordinationsbüro in Essen arbeiteten 20 Mitarbeiter ein Jahr lang mit den Teilnehmern zusammen und unterstützten die Entwicklung zahlreicher Projekte mit der Nachbarschaft. Bis zum Ende des Jahres besichtigten über 1300 Menschen die Straßen. 887 Autoren haben in 10.000 Beiträgen auf 3000 Seiten gemeinsam geschrieben. Unter dem Aspekt der Nachhaltigkeit war eine Fortsetzung jenseits des Kunstkontextes als eines der Projektziele genannt.

## Schreiben des Texts
„2-3 Straßen TEXT“ ist das Ergebnis ungesteuerter kollektiver Autorschaft. Bewohner, Passanten und Besucher beteiligten sich daran. Alle Beiträge schlossen chronologisch an das bereits Geschriebene an und fügten sich im Laufe des Jahres zu einem einzigen Fließtext zusammen. Dabei wurden alle Beiträge berücksichtigt, die von den Autoren selbst stammten und zuvor noch nicht veröffentlicht worden waren.
Der Text wurde über eine browserbasierte Software erstellt und in einem zentralen Archiv gespeichert, das während der Entstehungszeit nicht einsehbar war. Einzig ein Monitor im Museum Folkwang zeigte flüchtig Wort für Wort im Moment der Aufnahme im Archiv. Die Autoren konnten ihre Beiträge weder zurückrufen, noch korrigieren oder explizit an das Vorangegangene anschließen. Dadurch, dass sie immer neu ansetzten, wurde eine permanente Gegenwart erzeugt, in der sich ein fortlaufender Prozess abbildet. „Das Verfahren ähnelt dem des Cut-up, mit dem Unterschied allerdings, dass hier kein Text zerschnitten und neu zusammengesetzt wurde, sondern dass von den Schreibenden heterogene ‚Schnitte’ hergestellt und im Computer seriell zusammengefügt wurden. Auf diese Weise entstand ein Dokument, das die Simultaneität und Polyphonie der Wirklichkeit radikaler und direkter zur Anschauung bringt, als alle bisherigen Versuche experimenteller Literatur dies vermochten.“
Das Werk wurde seinen Autoren erst nach Ablauf des Jahres mit Erscheinen des Buchs bekannt. Ihr Beitrag als vielstimmiger, 16-sprachiger Monolog wird zu einem „Fluss ohne Ufer.“

## Veränderung
Vielleicht zeigt „2-3 Straßen“ mehr als die heutigen Möglichkeiten von Kunst und Literatur. Die Arbeit spürt die Veränderungen im gesellschaftlichen Selbstverständnis von Kultur, Wirtschaft, Stadtentwicklung nicht nur auf, sondern sie provoziert sie. Sie geht von der Beobachtung aus, dass sich die Menschen in einer heterogenen „kulturellen Gesellschaft“ weniger als Zuschauer an traditioneller Kultur (gleich welcher Provenienz) orientieren, sondern in den Medien informieren und konstituieren. Die Sehnsucht nach Selbstversicherung scheint dabei ebenso groß wie die Unlust am Befolgen überkommener Muster zu sein. Die so entstehende Spannung nutzt „2-3 Straßen“ zweifach. Die Arbeit erprobt zum einen, was die Praxis von Kunst unter diesen Umständen sein kann. Zum anderen verfolgt sie die Veränderung des Umfelds selbst als ein Ziel des Experiments, das sich nicht als Kunst allein versteht. Voraussetzung dafür ist die Erweiterung des Autorenbegriffs in den Bereich der inaktiven Zuschauergesellschaft hinein. Autorschaft wird verstanden als der eigene, kreative Beitrag zur Öffentlichkeit ebenso wie zum eigenen Leben, und die Teilnahme an der kulturellen Gesellschaft aller.
„Soziale Kreativität“ hat sich dabei als eine nachhaltige Praxis erwiesen. Nach dem Ende der Ausstellung am 31. Dezember 2010 hat sich die Hälfte der Teilnehmer von „2-3 Straßen“ am Dortmunder Borsigplatz entschieden, zusammenzubleiben und die Arbeit in der Straße unter dem Namen „Borsig11“ aus eigener Initiative fortzuführen.